# Gianfrancesco Boccardo
Pour les articles homonymes, voir Boccardo (homonymie).
Gianfrancesco Boccardo (1445 à Castel Goffredo - 1505 à Brescia) est un philologue italien, plus connu sous le nom académique de Pilade.

## Biographie
Gianfrancesco Boccardo naquit à Brescia vers le milieu du 15e siècle. Il enseigna, suivant le cardinal Querini, la grammaire et les humanités dans sa patrie avec beaucoup de succès ; mais Tiraboschi révoque ce fait en doute. Quoi qu’il en soit, Pilade n’habita pas toujours Brescia, puisqu’on sait qu’il tenait à Salò une école assez fréquentée. Mécontent des éditions de Plaute publiées jusqu’alors, il s’occupa d’en préparer une nouvelle, qui devait l’emporter sur toutes les autres. Il se flattait d’avoir corrigé trois mille fautes échappées à ses devanciers, et d’ailleurs il devait expliquer Plaute dans un commentaire très-étendu. Il mourut avant d’avoir terminé ce travail, au plus tard en 1506, puisqu’il est fait mention de sa mort dans la requête présentée le 5 décembre de la même année par les héritiers de Giacomo Britannico, pour obtenir l’autorisation d’imprimer son commentaire sur Plaute, trouvé dans ses papiers. Un passage de Freitag représente Boccardo comme un être disgracié de la nature, petit et contrefait.

## Œuvres
- Grammaticarum institutionum regula, Venise, 1495 ; Brescia, 1498, in-4° ;
- Carmen scholasticum, à la suite de l’ouvrage précédent et séparément, Milan, 1502, in-4° de 38 feuilles ; ibid., 1507. Ce sont les règles de la grammaire mises en vers pour en faciliter l’étude aux élèves.
- Vocabularium, Brescia, 1498 ; Milan, 1505; ibid., 1507, in-4° de 43 feuilles. Ce lexique est en vers, mais les explications en prose.
- In Alexandrum de Villa Dei annotationes, Brescia, 1500 ; Milan, 1502, 1506, in-4°. C’est une critique aussi vive que juste des Doctrines d’Alexandre de Villedieu, grammaire dont, malgré ses imperfections, on se servait dans les écoles.
- Genealogia deorum, Brescia, 1498, in-4°. C’est un poème en cinq livres et en vers élégiaques, que l’on retrouve dans plusieurs éditions d’Hésiode. Le cardinal Querini l’a pris pour une traduction de la Théogonie ; mais il en diffère totalement. Les divers ouvrages de Pilades ont été recueillis, Milan, 1512, in-4°. Freitag en a donné l’analyse et la description bibliographique dans l’Apparatus litterar., t. 1er, p. 697-704. L’édition de Plaute, avec le commentaire de Boccardo sur les cinq premières comédies, Brescia, 1506, in-fol., est très-belle. On peut consulter pour les détails l’ouvrage du cardinal Querini De litteratura Brixiana.